# 1807 w muzyce

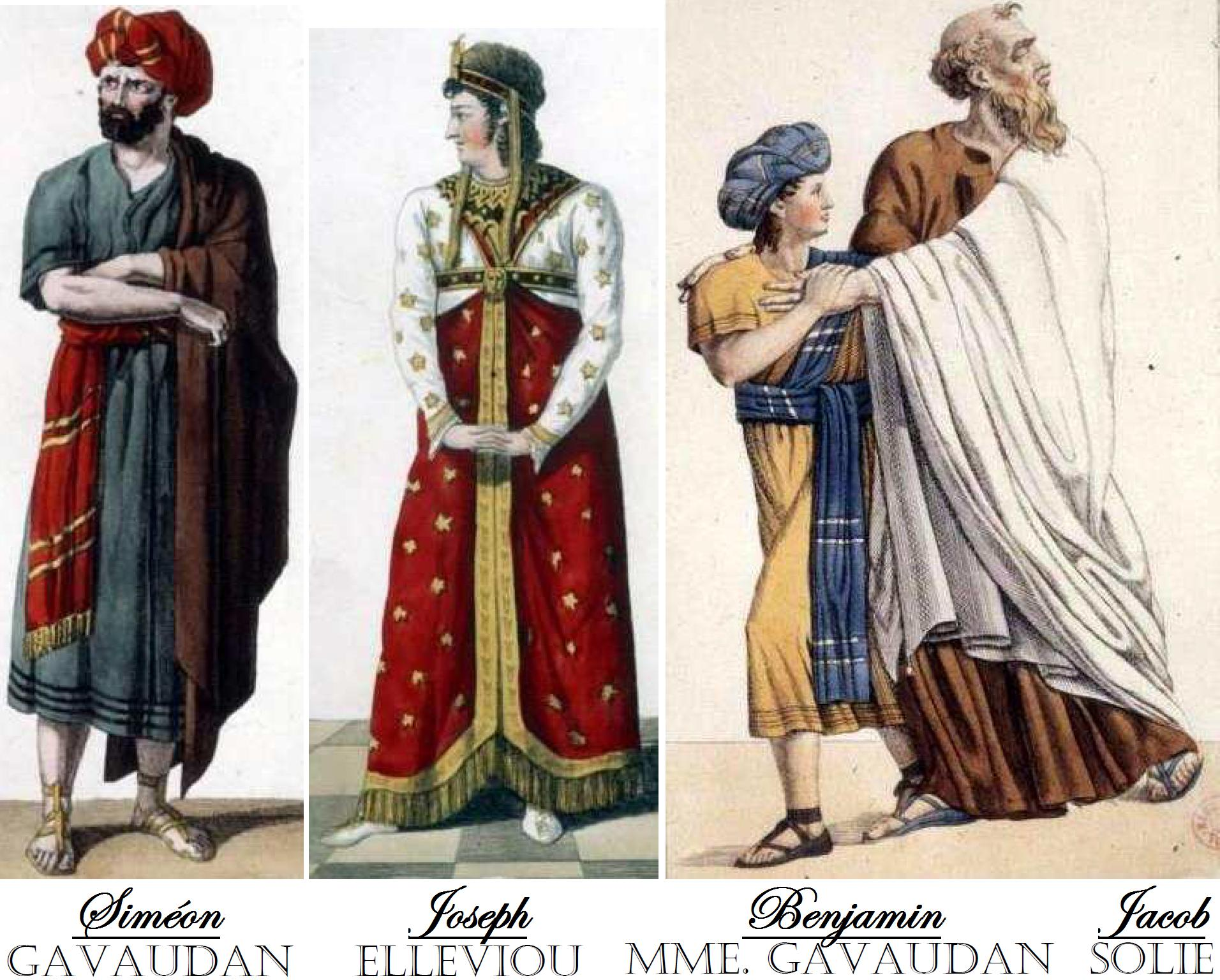
Afisz z głównymi aktorami opery „Joseph” É. Méhula

Wydarzenia muzyczne w 1807 roku.

## Wydarzenia
- 17 lutego – w paryskim Théâtre Feydeau odbyła się premiera opery Joseph É. Méhula[1][2]
- 29 marca – w katedrze św. Pawła w Londynie odbyła się premiera „Responses to the Litany” na chór Samuela Wesleya[1][2]
- marzec – IV symfonia Beethovena, prawykonanie w wiedeńskim pałacu Księcia Josepha Franza von Lobkowitza
- 17 sierpnia – w mediolańskiej La Scali odbyła się premiera opery Nè l’un, nè l’altro Johanna Simona Mayra[1][2]
- 25 sierpnia – pierwsze wykonanie „Sonaty Napoleońskiej” Niccola Paganiniego[1][2]
- 13 września – w Eisenstadt odbyła się premiera „Mszy C-dur” Ludwiga van Beethovena[1][2]
- 30 listopada – w berlińskim Nationaltheater miała miejsce premiera „Kunst und Liebe” Johanna Friedricha Reichardta[1][2]
- 15 grudnia – w paryskiej Salle Montansier odbyła się premiera opery Westalka Gaspare Spontiniego[1][2]

## Urodzili się
- 2 stycznia – Tomasz Napoleon Nidecki, polski kompozytor, dyrygent i pianista (zm. 1852)
- 11 lutego – Napoleon Orda, polski i białoruski rysownik, malarz, pianista i kompozytor (zm. 1883)
- 25 lutego – Ignacy Dobrzyński, polski kompozytor, dyrygent, pianista i pedagog (zm. 1867)
- 6 kwietnia – Ludwika Jędrzejewiczowa, polska kompozytorka i pisarka, najstarsza siostra Fryderyka Chopina (zm. 1855)
- 6 czerwca
  - Marietta Brambilla, włoska śpiewaczka operowa (kontralt) (zm. 1875)
  - Adrien-François Servais, belgijski wiolonczelista i kompozytor (zm. 1866)
- 11 lipca – Joseph Tichatschek, czeski śpiewak operowy (tenor) (zm. 1886)
- 11 września – Ignaz Lachner, niemiecki kompozytor i dyrygent (zm. 1895)
- 21 października – Napoléon-Henri Reber, francuski kompozytor (zm. 1880)
- 18 grudnia – Gatien Marcailhou, francuski kompozytor, pianista (zm. 1855)

## Zmarli
- 1 marca – Anton Eberl, austriacki pianista i kompozytor doby klasycyzmu (ur. 1765)
- 2 września – Antonio Casimir Cartellieri, niemiecki kompozytor (ur. 1772)
- 21 grudnia – John Newton, angielski żeglarz, duchowny, autor pieśni „Amazing Grace” (ur. 1725)

## Muzyka poważna
- 28 stycznia – w wiedeńskim „Wiener Zeitung” opublikowano „Sonatę nafortepian, No. 3, Op.20”, „Trio na skrzypce, wiolonczelę i fortepian, No. 3, Op.22”, „Dwanaście tańców na fortepian,Op.24” oraz „Dwanaście tańców na fortepian,Op.25” Johanna Nepomuka Hummla[1][2]
- 21 lutego – opublikowano „sonatę fortepianową Appassionata, Op. 57” Ludwiga van Beethovena[1][2]